# Pseudoinversa de Moore-Penrose
En matemáticas, y en particular álgebra lineal, la pseudoinversa {\displaystyle A^{+}} de una matriz {\displaystyle A} es una generalización de la matriz inversa.  El tipo de matriz pseudoinversa más conocida es la llamada pseudoinversa de Moore-Penrose, que fue descrita independientemente por E. H. Moore en 1920, Arne Bjerhammar en 1951 y Roger Penrose en 1955. Anteriormente, Fredholm introdujo el concepto de la pseudoinversa del operador integral en 1903. El término de la pseudoinversa de una matriz, generalmente se usa para referirse a la pseudoinversa de Moore–Penrose.
Un uso común de la pseudoinversa es el de computar una solución de «ajuste óptimo» (por mínimos cuadrados) de un sistema de ecuaciones lineales que no posee solución. Otro uso es hallar la solución de norma mínima (euclídea) de un sistema de ecuaciones lineales con múltiples soluciones. La pseudoinversa facilita el enunciado y la prueba de resultados del álgebra lineal.
La fórmula de cálculo de {\displaystyle A^{+}} es (siempre que el rango de la matriz sea máximo, es decir, si {\displaystyle A\in M_{m\times n}(\mathbb {R} )} con {\displaystyle \operatorname {rg} (A)=n}):
{\displaystyle A^{+}=(A^{t}A)^{-1}A^{t}}
donde {\displaystyle A^{t}} es la transpuesta de {\displaystyle A}.
En este enlace se calcula la pseudoinversa de una matriz M cualquiera; https://www.matsolin.com/inversa/index.htm